# 山下幸輝 (藝人)
山下幸輝（日语：／ Yamashita Co-ki，2001年11月7日—）是日本男演員、舞者與歌手。曾在《為你綻放的花》出演限定男團8LOOM一員 — 小野寺宝。粉絲名叫「Homie」、「ホミ」。現為日本男團WILD BLUE的隊長。

## 職業生涯
2020年，高中朋友推薦下参加第33回『JUNON SUPERBOY CONTEST』。
2022年10月，首次參演連續劇TBS週二連續劇『為你綻放的花』。
2023年4月22日上映短篇電影『ROADING...』中擔任初主演。同年11月10日上映電影『TOKYO, I LOVE YOU』中擔任長篇電影初主演。

### 團體WILD BLUE
2024年8月23日，所屬公司YKAgent的音樂部門YK MUSIC娛樂宣布成立男團WILD BLUE，並由山下幸輝擔任團體的隊長。

## 演出作品

### 電視劇
- 絕對會變成BL的世界VS絕不想變成BL的男人（2022年3月20日 - 3月25日，朝日電視台）飾演 小松
- 僕人大叔（日语：しもべえ） 第8話（2022年3月25日，NHK綜合台）飾演 高中生
- 戀愛廢話 第3話、第5話、第6話（2022年5月1日 - 5月22日，朝日電視台）飾演 虎井未希
- 為你綻放的花（2022年10月18日 - 12月20日，TBS）飾演 小野寺宝
- 上癮。港區女子高中生（日语：沼る。港区女子高生）（2023年2月25日 - 3月25日，日本電視台）飾演 山崎翼
- 過激戀黏著獸（日语：ガチ恋粘着獣〜ネット配信者の彼女になりたくて〜#テレビドラマ）（2023年4月9日 - 6月11日，朝日電視台）飾演 Cosmo (コスモ)[5]
- 最好的老師（2023年7月15日 - 9月23日，日本電視台）飾演 藤原大志[6][7]
- 最好的學生（日语：最高の生徒〜余命1年のラストダンス〜）（2023年7月15日 - 9月23日，日本電視台）飾演 藤原大志[8]
- 夫婦的秘密（日语：夫婦の秘密）（2024年1月4日 - 3月7日，BS-TBS）飾演 小野寺真白[9]
- 中了大獎（2024年3月23日，富士電視台）飾演 川上潤[10]
- ANTI HERO（2024年4月14日 - 6月16日，TBS）飾演 菊池大輝[11][12]
- BILLION×SCHOOL 第3話 - 最終話（2024年7月19日 - 9月13日，富士電視台）飾演 竹中天珠[13]
- 小鎮的千葉君。（日语：私の町の千葉くんは。）（2024年10月10日 - 12月26日，東京電視台）飾演 千葉悠人[14]
- 御上先生（2025年1月19日 - 3月23日，TBS）飾演 冬木龍一郎[15]

### 電影
- 《我想被高中女生殺死》（2022年4月1日，日活）飾演 同學
- 《紅橋起點（日语：レッドブリッジ）》（2022年6月4日，BBB）飾演 浩二
- 《TOKYO, I LOVE YOU》（2023年11月10日，NAKACHIKA PICTURES）主演・リヒト[16]
- 《漫畫家、堀守》（2024年8月30日，NAKACHIKA PICTURES）主演・堀守[17][18]
- 《【我推的孩子】-The Final Act-》（2024年12月20日，東映）飾演 姫川大輝[19]
- 《陰陽眼見子》（2025年6月6日，KADOKAWA）飾演 權藤昭生[20]
- 《WIND BREAKER》（2025年12月5日，日本華納兄弟）飾演 兔耳山丁子[21]

### 短編電影
- 《「ROADING...」》（2023年4月22日）主演・ゴウ
- 《MIRRORLIAR FILMS Season5『MIMI』》（2024年春公開予定）

### 綜藝
- 《花束とオオカミちゃんには騙されない》 第12話（2023年5月21日）

### 廣告
- 味之素「晚餐只是藉口，沒關係。」（2024年2月16日 - ）[22]
- 麥當勞「夏威夷漢堡」（2022年7月27日）

### Youtube
- チャミ会 （2023年4月27日）－ 固定嘉賓

## 書籍

### 寫真
- 山下幸輝Personal Book「Soul Mate」（2023年8月10日發售）
- Journey 〜in HAWAII〜 produced by COKI YAMASHITA（2024年4月25日發售）

## 粉絲見面會
| 年份   | 名稱                                 | 會場規模                                                                                               | 备注 |
| 2023年 | ホミパリ Twenty-2 Birthday Zepp Tour | 4公演 11月5日 Zepp Osaka Bayside 11月10日 Zepp Fukuoka 11月14日 Zepp Nagoya 11月17日 Zepp Haneda TOKYO |      |

## 外部連結
- 官方网站
- 經紀公司個人介紹頁 （页面存档备份，存于）
- 山下幸輝的X（前Twitter）
- 山下幸輝的Instagram帳戶
- 山下幸輝的TikTok